# Iran na Zimowych Igrzyskach Olimpijskich 2010

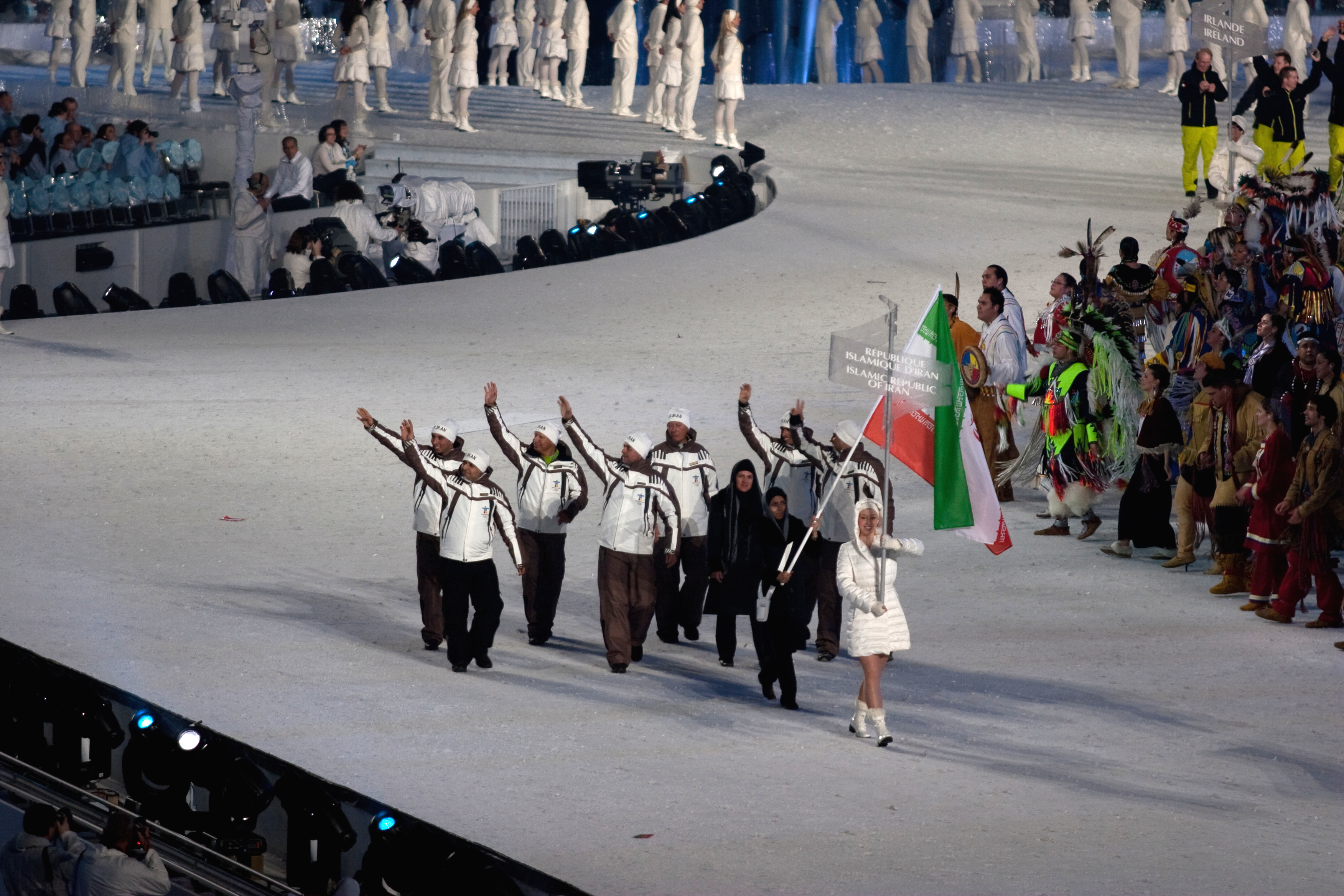
Reprezentacja Iranu podczas ceremonii otwarcia igrzysk olimpijskich

Iran na Zimowych Igrzyskach Olimpijskich 2010 reprezentowało 4 zawodników.

## Biegi narciarskie
| Zawodnik    | Konkurencja   | wynik   | pozycja | Źródło |       |
| ----------- | ------------- | ------- | ------- | ------ | ----- |
| Sattar Sejd | Bieg na 15 km | 42:41,1 | 89.     | Źródło | [ 1 ] |

## Narciarstwo alpejskie
| Zawodnik                | Konkurencja | Przejazd 1 | Przejazd 1 | Przejazd 2 | Przejazd 2 | Łącznie | Pozycja | Źródło               |
| Zawodnik                | Konkurencja | Czas       | Pozycja    | Czas       | Pozycja    | Łącznie | Pozycja | Źródło               |
| ----------------------- | ----------- | ---------- | ---------- | ---------- | ---------- | ------- | ------- | -------------------- |
| Pouria Saveh-Shemshaki  | gigant (m)  | 1:26,44    | 67.        | 1:31,26    | 63.        | 2:57,70 | 60.     | [ 2 ] [ 3 ] [ 4 ]    |
| Hossein Saveh Shemshaki | gigant (m)  | 1:31,31    | 81.        | 1:34,56    | 71.        | 3:05,87 | 70.     | [ 2 ] [ 3 ] [ 4 ]    |
| Pouria Saveh-Shemshaki  | slalom (m)  | DNF        | DNF        | DNF        | DNF        | DNF     | DNF     | [ 5 ] [ 6 ] [ 7 ]    |
| Hossein Saveh-Shemshaki | slalom (m)  | 57,59      | 47.        | 58,80      | 40.        | 1:56,39 | 41.     | [ 5 ] [ 6 ] [ 7 ]    |
| Marjan Kalhor           | gigant (k)  | 1:36,87    | 69.        | 1:28,52    | 60.        | 3:05,39 | 60.     | [ 8 ] [ 9 ] [ 10 ]   |
| Marjan Kalhor           | slalom (k)  | 1:08,65    | 70.        | 1:09,95    | 55.        | 2:18,60 | 55.     | [ 11 ] [ 12 ] [ 13 ] |